# П'ятнична мечеть (Нуакшот)
П'ятнична мечеть або Джума-мечеть (араб. سعودي مسجد) — мечеть у Нуакшоті, столиці Мавританії.

## Історія
У 2016 імам П'ятничної мечеті Ахмаду Хабіб ар-Рахман закликав розірвати відносини між Мавританією та Іраном. Він зажадав від уряду Мавританії припинити експансію перських сефевідів, бо вони ґрунтуються на положеннях, що суперечать суннізму в Мавританії.

## Опис
П'ятнична мечеть розташована на південний схід від Ліванського міжнародного університету на проспекті Гамаль Абдель Насер, поруч із палацом Юстиції та штаб-квартирою Ейр Мавританія.